# Naomi Snieckus
Naomi Snieckus es una actriz y cómica canadiense, más conocida por su papel regular en televisión como Bobbi en Mr. D y su aparición como Nina en Saw 3D.
Antigua alumna de la compañía de Toronto The Second City, ella más tarde formó grupos de comedia improvisada National Theatre of the World con Ron Pederson y Matt Baram, e Impromptu Splendor con Pederson, Baram y Kayla Lorette. Ella también ha actuado como invitada en series de televisión, así como en anuncios, hasta sus papeles en Saw 3D y Mr. D.
En 2014,  apareció como protagonista en la película Two 4 One. En 2015, ella y Baram, con quien ahora está casada, crearon un show de comedia improvisada llamada Baram & Snieckus: You & Me.
Snieckus ganó un Premio de Comedia canadiense como Mejor Mujer Improvisadora en 2010, y ha sido nominada dos veces el Premio Canadiense de Pantalla como Mejor Actriz de Reparto en una Serie de Comedia por Mr. D.

## Filmografía

### Cine
| Año  | Título  | Personaje      | Notas |
| ---- | ------- | -------------- | ----- |
| 1994 | 1994    | Weather girl   |       |
| 2010 | Saw 3D  | Nina           |       |
| 2020 | Work It | Maria Ackerman |       |

### Televisión
| Año       | Título                        | Personaje                | Notas                                   |
| --------- | ----------------------------- | ------------------------ | --------------------------------------- |
| 2001      | The Immortal                  | Thelma                   | Episodio: «The Asylum»                  |
| 2002      | The Dead Zone                 | Melanie Romano           | Episodio: «The Siege»                   |
| 2003      | Train 48                      | Victoria                 | Episodio: «1.13»                        |
| 2005      | ReGenesis                     | Angela Webb              | Episodio: «The Source»                  |
| 2006      | Cradle of Lies                | Betty                    | Película de televisión                  |
| 2006      | The Road to Christmas         | Rose                     | Película de televisión                  |
| 2007      | Love You to Death             | Nurse                    | Episodio: «The Clown Case»              |
| 2008      | Degrassi: The Next Generation | Administradora de tienda | Episodio: «Got My Mind Set On You»      |
| 2008      | The Border                    | Receptionista            | Episodio: «Got My Mind Set On You»      |
| 2009      | The Jon Dore Television Show  | Mujer                    | Episodio: «Jon Fights Violence»         |
| 2007-2009 | Da Kink in My Hair            |                          | 2 episodios                             |
| 2009      | Being Erica                   | Vair                     | Episodio: «What Goes Up Must Come Down» |
| 2010      | Little Mosque on the Prairie  | Profesora de baile       | Episodio: «A Lease Too Far»             |
| 2009-2010 | The Ron James Show            |                          | 6 episodios                             |
| 2010      | Lost Girl                     | Agente de talentos       | Episodio: «Fae Day»                     |
| 2010      | The Dating Guy                | Amanda                   | Voz. Episodio: «Weekend at Booyah's»    |
| 2011      | Skins                         | Mary                     | Episodio: «Chris»                       |
| 2010-2013 | Wingin' It                    | Mildred Stern            | 7 episodios                             |
| 2016      | The Swap                      | Entrenadora Carol        | Película de televisión                  |
| 2018      | Zombies                       | Directora Lee            | Película de televisión                  |
| 2020      | Zombies 2                     | Directora Lee            | Película de televisión                  |
| 2020      | Locked in Love                | Andrea                   | Episodio: «Chapter one»                 |
| 2020      | Ollie's Pack                  | June                     | 2 episodios                             |
| 2022      | Zombies 3                     | Directora Lee            | Película original de Disney+            |

## Premios y nominaciones
| Año  | Otorga                | Premio                                                                                                 | Resultado |
| ---- | --------------------- | --- | --------- |
| 2015 | ACTRA Award           | Mejor desempeño por una Actriz en un Personaje de Soporte o Personaje invitado en una Serie de Comedia | Nominada  |
| 2016 | ACTRA Award           | Mejor desempeño por una Actriz en un Personaje de Soporte o Personaje invitado en una Serie de Comedia | Nominada  |
| 2017 | ACTRA Award           | Mejor desempeño por una Actriz en un Personaje de Soporte o Personaje invitado en una Serie de Comedia | Nominada  |
| 2018 | ACTRA Award           | Mejor desempeño por una Actriz en un Personaje de Soporte o Personaje invitado en una Serie de Comedia | Nominada  |
| 2013 | ACTRA Award           | Destacado desempeño - Femenino                                                                         | Nominada  |
| 2010 | Canadian Comedy Award | Mejor improvisadora femenina                                                                           | Ganó      |
| 2012 | Canadian Comedy Award | Mejor desempeño por una fémina - Televisión                                                            | Nominada  |
| 2013 | Canadian Comedy Award | Mejor desempeño por una fémina - Televisión                                                            | Ganó      |
| 2012 | Canadian Comedy Award | Mejor Serie Web                                                                                        | Ganó      |